# 5299 Bittesini
5299 Bittesini este un asteroid din centura principală, descoperit pe 8 iunie 1969, de Carlos Cesco.